# Océanite de Matsudaira
Hydrobates matsudairae
Espèce
Synonymes
- Oceanodroma melania matsudariae
- Oceanodroma matsudairae

Statut de conservation UICN

 VU  : Vulnérable
L'Océanite de Matsudaira (Hydrobates matsudairae, anciennement Oceanodroma matsudairae) est une espèce de petits oiseaux de mer de la famille des Hydrobatidae. D'après Alan P. Peterson, c'est une espèce monotypique.

## Description
Cet oiseau mesure environ 25 cm de longueur pour une envergure de 56 cm. Il ne présente pas de dimorphisme sexuel.
Son plumage est sombre. Sa queue est longue et fourchue.

## Répartition
Cet oiseau se reproduit au Japon. Il fréquente aussi l'ouest de l'Océan Indien (Somalie, Seychelles etc.).